# Fausto Guilherme Longo

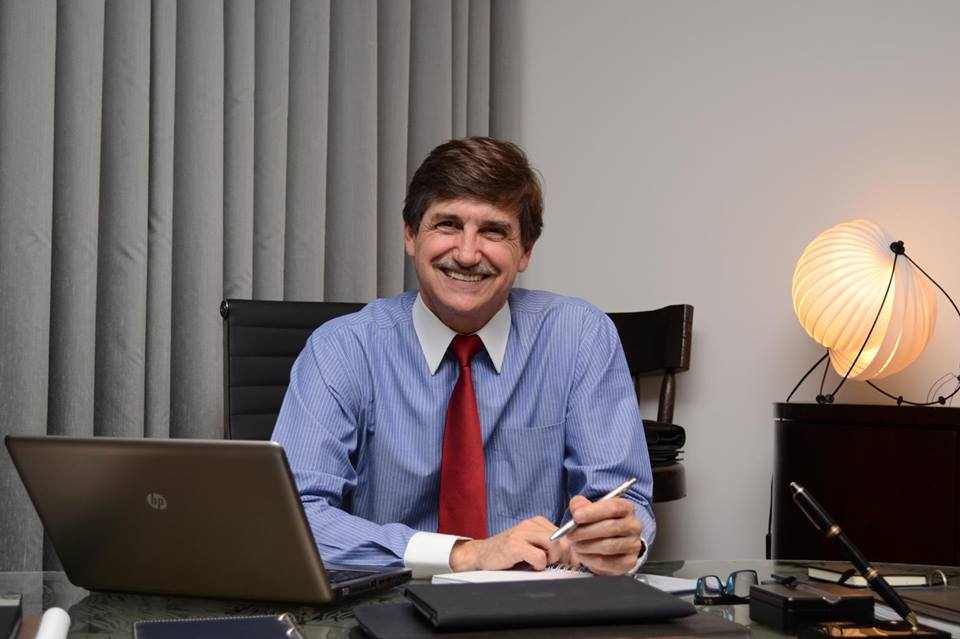
Fausto Guilherme Longo

Fausto Guilherme Longo (Amparo, 22 de julho de 1952) é um político ítalo-brasileiro.

## Biografia
É arquiteto e urbanista e profissão, é atualmente membro do Partido Socialista italiano
Trabalhou como gerente de Ação Regional da Fiesp – Federação das Indústrias do Estado de São Paulo, onde também foi  presidente da Associação dos Funcionários. Foi conselheiro de Turismo de Piracicaba,  um dos fundadores do Salão de Humor de Piracicaba, diretor da Embratur para a Região Sul e presidente do Conselho do Instituto Paulista de Viniviticultura.
Foi candidato administrativo, em 1982, pelo PMDB de Piracicaba.
Nas eleições gerais italianas de 2008, se candidatou pelo PSI para a Câmara dos deputados, disputando uma das vagas destinadas a descendentes de italianos na América do Sul e obtém 1 377 votos, não sendo eleito.
Nas eleições subsequentes de 2013, graças a um acordo foi inserido nas listas do Partido Democrata para o Senado e, conquistando 29 077 votos, foi eleito. 
Nas eleições de 2018 concorreu para uma vaga na Câmara dos deputados pelo Partido Democrático obtendo 8.906 votos, ganhando a vaga e derrotando a candidata Renata Bueno.

## Título
Em 2018 recebeu o título de cidadão São-carlense, oferecido pela Câmara Municipal de São Carlos.